# Santibáñez el Bajo
Santibáñez el Bajo ist ein spanischer Ort und eine Gemeinde (municipio) mit 710 Einwohnern (Stand: 2024) in der Provinz Cáceres in der autonomen Gemeinschaft Extremadura.

## Lage und Klima
Santibáñez el Bajo liegt knapp 85 km (Fahrtstrecke) nordnordöstlich der Provinzhauptstadt Cáceres in einer Höhe von ca. 380 m. Der Alagón begrenzt die Gemeinde im Südosten.

## Bevölkerungsentwicklung
| Jahr      | 1900 | 1950 | 1970 | 1981 | 1991 | 2001 | 2011 | 2021 |
| Einwohner | 1163 | 1716 | 1598 | 1241 | 1086 | 975  | 806  | 744  |

Die Mechanisierung der Landwirtschaft und die Aufgabe bäuerlicher Kleinbetriebe („Höfesterben“) haben zu einer Abwanderung vieler Menschen in die Städte geführt.

## Wirtschaft
Die Landwirtschaft incl. der Viehzucht (ganadería) bildet die Wirtschaftsgrundlage der Gemeinde; infolgedessen haben sich einige kleinere verarbeitende Betriebe angesiedelt.

## Sehenswürdigkeiten

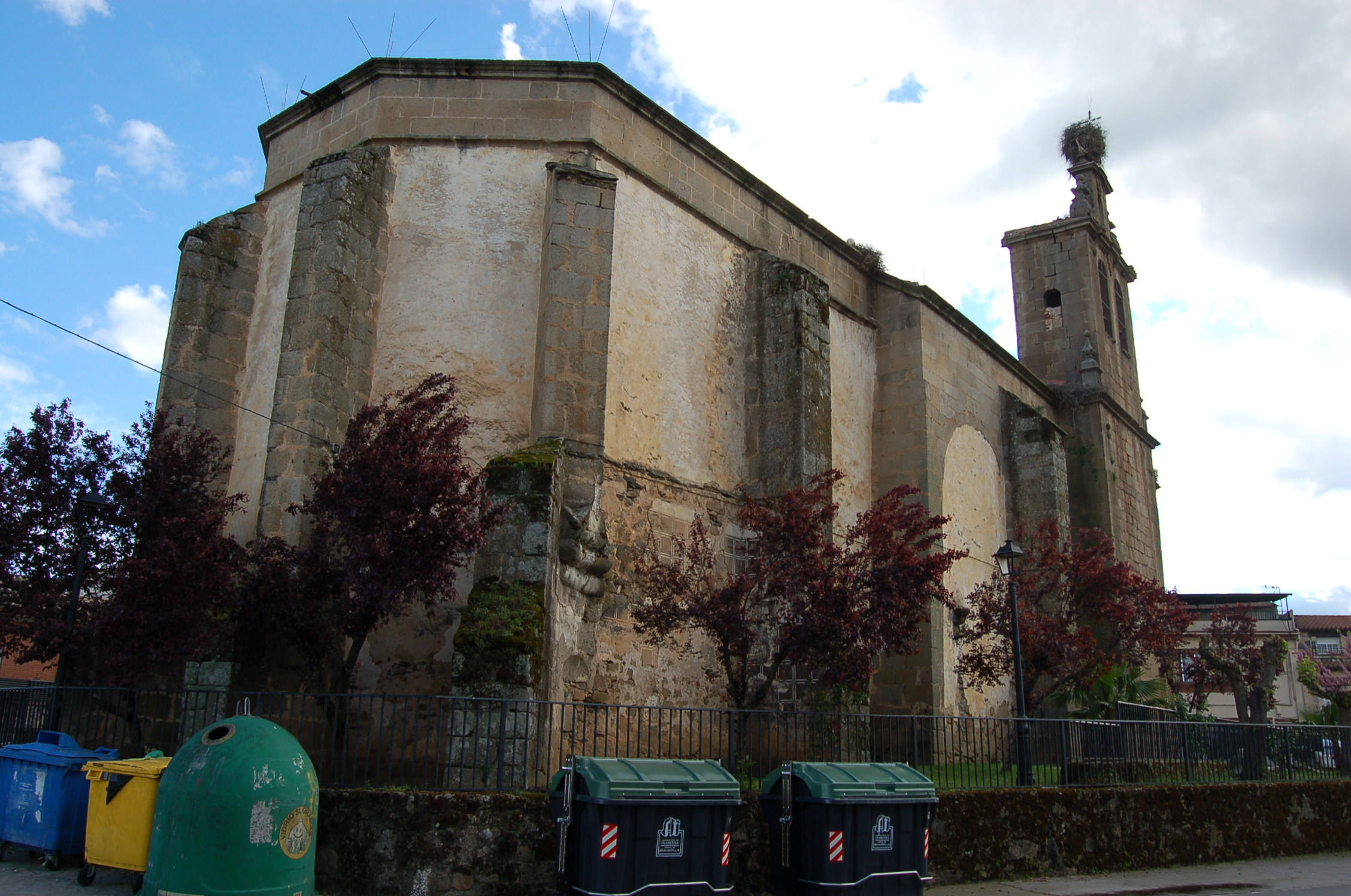
Jakobuskirche
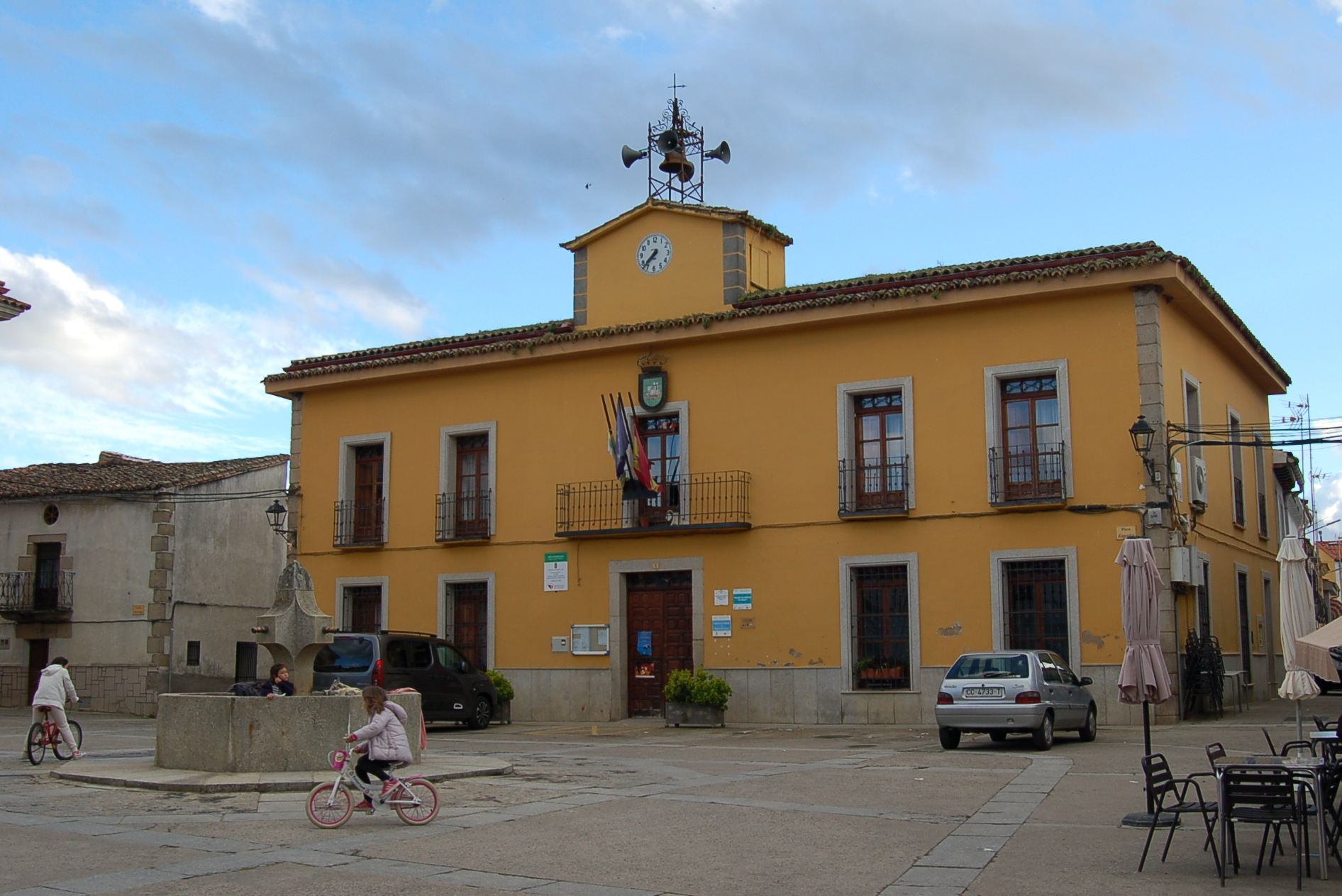
Christuskapelle

- Jakobuskirche
- Rathaus

## Persönlichkeiten
- Dalmacio Iglesias García (1879–1933), Politiker, Carlist